# Shishugounykus

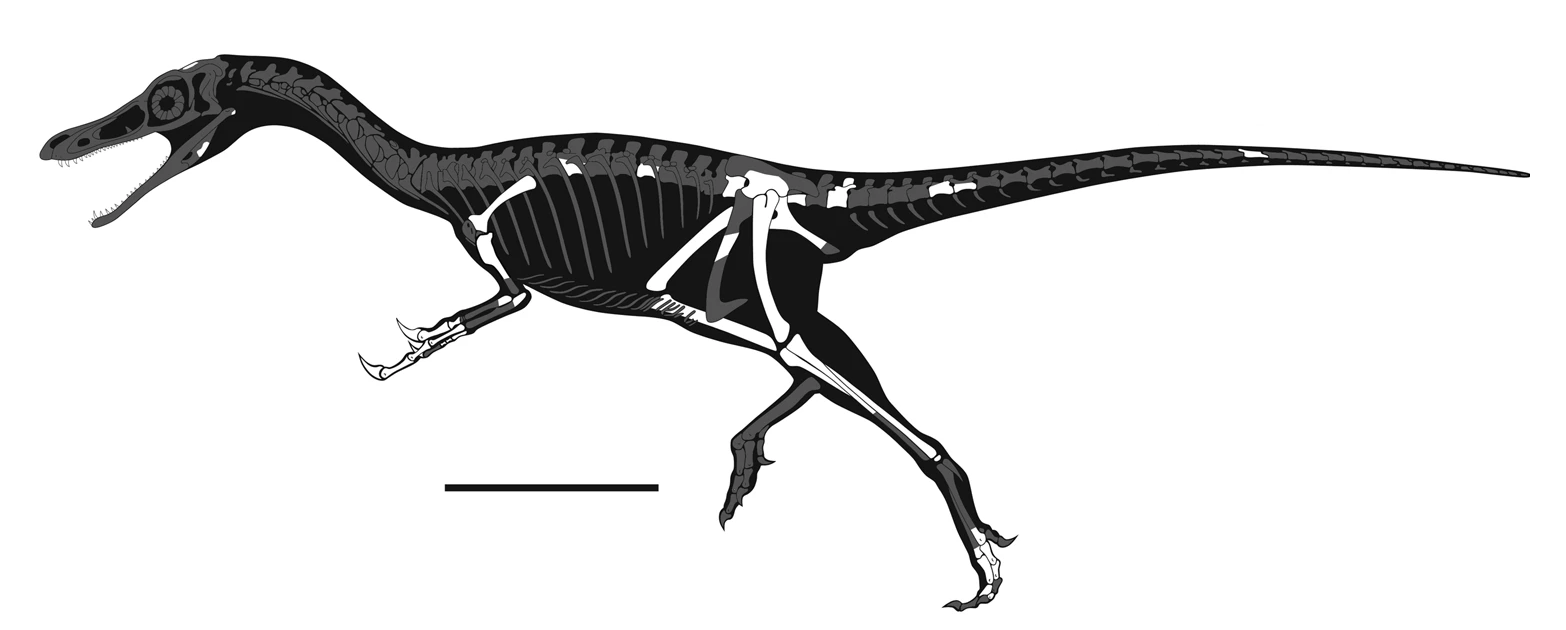
Diagram met de gevonden botten van Shishugounykus

Shishugounykus inexpectus is een theropode dinosauriër, behorende tot de Maniraptora, die tijdens de late Jura leefde in het gebied van de huidige Volksrepubliek China.

## Vondst en naamgeving
In het begin van de eenentwintigste eeuw groeven Wang Haijun, Xiang Lishi, He Sicai, Cao Renfang en Yu Tao in het gebied van de Wucaiwan, in Xinjiang, het skelet van een klein theropode op en prepareerden dit. Men kwam tot de conclusie dat het om een nog onbekende soort ging.
In 2019 werd de typesoort Shishugounykus inexpectus benoemd en beschreven door Qin Zichuan, James Michael Clark, Jonah Choiniere en Xu Xing. De geslachtsnam verbindt een verwijzing naar de Shishugouformatie, die zelf weer vernoemd is naar "versteend hout", met het Oudgrieks onyx, "klauw", een gebruikelijk achtervoegsel in de namen van Alvarezsauridae sinds Mononykus. De soortaanduiding betekent "de onverwachte" in het Latijn en verwijst naar het feit dat de wetenschappers niet verwacht hadden nog een alvarezsauride in de formatie aan te treffen nadat er al twee uit benoemd waren.
Het holotype IVPP V23567 is gevonden in een laag van de Shishugouformatie, welke laag gedateerd is op een ouderdom van 160,2 miljoen jaar, het Oxfordien. Het bestaat uit een gedeeltelijk skelet met onderkaken. Het bewaart de voorhoofdbeenderen, een stuk rechterwandbeen, het angulare en articulare van de rechteronderkaak, drie ruggenwervels, vier sacrale wervels, drie staartwervels, een chevron, stukken rib, het rechterschouderblad, het linkeropperarmbeen, de rechterellepijp, het rechterspaakbeen, de bijna volledige rechterhand, de linkerhelft van het bekken, en beide achterpoten minus de rechtervoet. De beenderen lagen niet in verband maar werden geacht één individu te vertegenwoordigen omdat ze aangetroffen werden op een oppervlakte van slechts een vijfde vierkante meter. Het betreft een jongvolwassen individu dat nog niet helemaal volgroeid was maar ruim vijf jaar oud, af te gaan op de groeilijnen van het bot.

## Beschrijving

### Grootte en onderscheidende kenmerken
Shishugounykus heeft een lengte van een kleine anderhalve meter. Het gewicht werd geschat op 6,8 kilogram.
De beschrijvers wisten enkele onderscheidende kenmerken vast te stellen. Sommige daarvan zijn autapomorfieën, unieke afgeleide eigenschappen. Bij het schouderblad is de processus acromialis hol van binnen maar mist zijdelingse pneumatische openingen. Bij het opperarmbeen is de binnenste bovenhoek aan het uiteinde overdwars ingesnoerd, een toegeknepen profiel vormend. Bij het darmbeen toont de binnenzijde een trede bij de overgang van het aanhangsel voor het zitbeen naar het aanhangsel voor het schaambeen. Het onderste uiteinde van het tweede middenvoetsbeen heeft een asymmetrisch scharniergewricht.
Daarnaast is er een unieke combinatie van op zich niet unieke kenmerken. De uitholling rond het bovenste slaapvenster beslaat een groot deel van het voorhoofdsbeen maar heeft geen scherpe voorrand, wat zowel verschilt van basale verwanten die wel een scherpe rand hebben als van latere alvarezsauriden die een vooraan smalle fossa bezitten. Het tweede middenhandsbeen is recht in bovenaanzicht in plaats van gebogen. De tweede handklauw is ongeveer even groot als de eerste, in plaats van zeer veel kleiner als bij afgeleide alvarzsauriden die een enorme duimklauw bezitten.

### Skelet

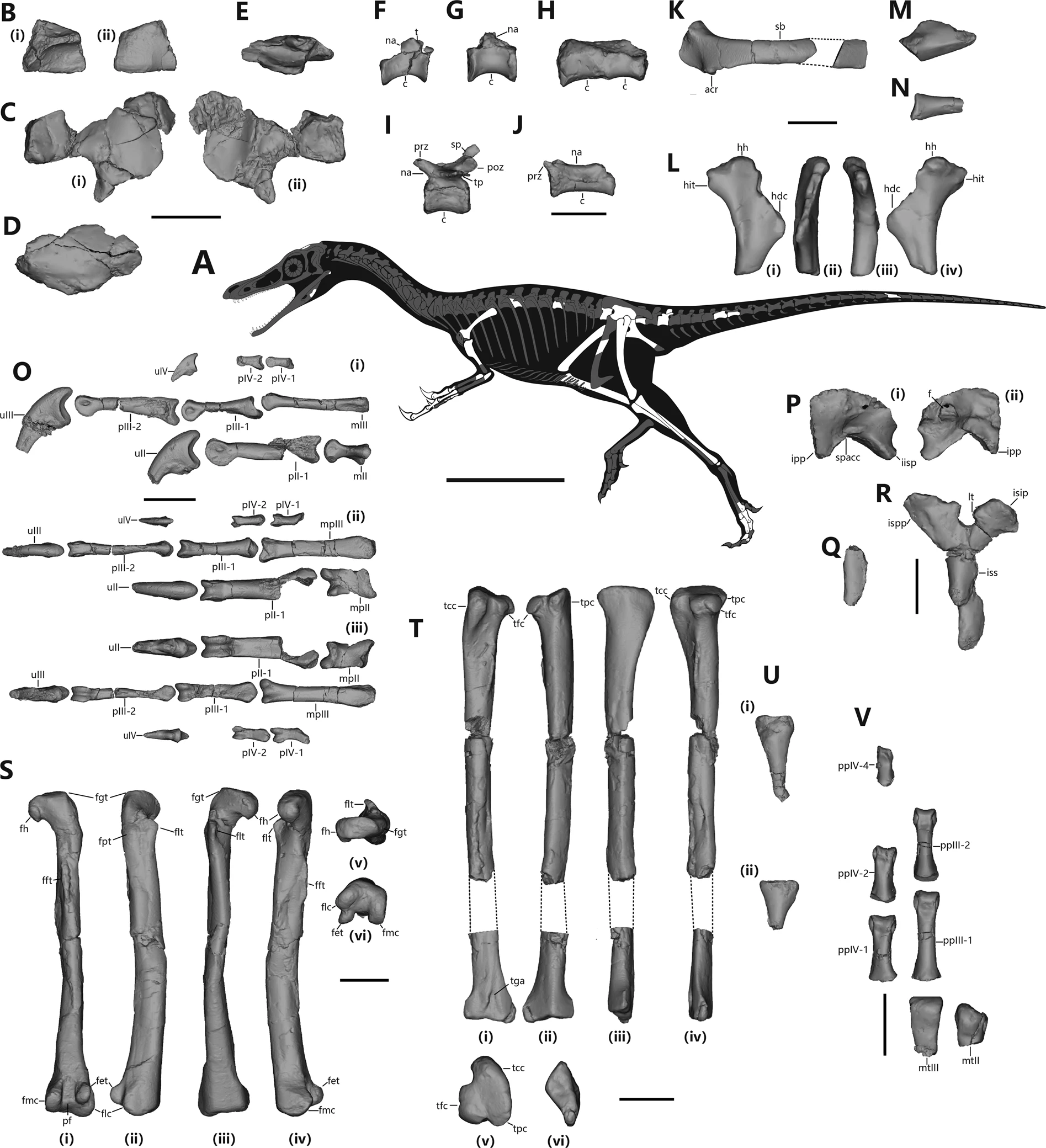
Gevonden skeletelementen

#### Schedel
De schedelelementen tonen weinig detail, behalve de uitholling rond het bovenste slaapvenster. Ook dit kenmerk is echter onder voorbehoud want de voorhoofdsbeenderen kunnen alleen geïdentificeerd worden aan de crista crania aan de onderzijde, de beenrichel die de hersenpan begrensd.
In de onderkaak is het angulare relatief lang. Het articulare toont enkele kenmerken die afwijken van andere bekende Alvarezsauria. Er bevindt zich een grote en diepe dwarsgroeve op het facet voor het surangulare. De voorste binnenhoek, het facet met het prearticulare, toont een binnenste uitstulping. Het onderste kaakgewricht is bol in plaats van hol. Wel typisch basaal alvarezsaurisch is een kleine inkeping in de buitenste bovenrand en een kort en overdwars breed retroarticulair uitsteeksel.

#### Postcrania

##### Wervelkolom
De drie ruggenwervels, die geen reeks vormen, zijn tamelijk langwerpig. Ze hebben geen pleurocoelen. De gevonden achterste wervel is echter gepneumatiseerd. Bovenaan zijn er gepaarde luchtholten, middenin is er sponsachtig bot en onderaan zijn er luchtkamers. De botwanden zijn echter niet doorboord. Bij de voorste ruggenwervel steekt een opvallende bult schuin naar achteren en bezijden uit van de achterrand van de wervelboog, net als bij Xiyunykus en Bannykus maar kleiner. De uithollingen op de onderzijde van het zijuitsteeksel zijn zwak ontwikkeld. De middelste ruggenwervel is amficoel maar de achterste biconvex, een afgeleid kenmerk. De sacrale wervels zijn niet gekield, een basaal kenmerk. Ze hebben geen pleurocoelen maar een CAT-scan verried gepaarde luchtkamers.
De drie staartwervels vormen ook weer geen reeks. Ze zijn amficoel, aan beide uiteinden hol, en missen een lengtetrog op de onderzijde. De voorste staartwervel toont gepaarde luchtkamers, lange voorste gewrichtsuitsteeksels, lange zijuitsteeksels en een smal doornuitsteeksel dat schuin naar achteren staat. Een meer achterste staartwervel heeft ook luchtkamers maar heeft korte voorste gewrichtsuitsteeksels, meer achterwaarts geplaatste zijuitsteeksel, een voorwaarts geplaatste wervelboog en een doornuitsteeksel dat niet meer is dan een lage richel. Deze wervel is veel langwerpiger.
Een gevonden, vermoedelijk middelste, chevron heeft de vorm van een omgekeerde T waarbij het voorste onderste uitsteeksel overdwars dunner is.

##### Ledematen
Het schouderblad heeft een vrij basale vorm met een sterke buiging naar binnen en een verbreed uiteinde. De processus acromialis is echter nogal lang en erg dik overdwars; dit uitsteeksels is ook uitgehold wat zeer uitzonderlijk is. Overdwars dik zijn ook het facet voor het ravenbeksbeen en de achterrand/onderrand.
Het opperarmbeen heeft geen aanpassingen aan een gravende levenswijze zoals die wel voor Alvarezsauridae verondersteld is. Zo is de kop ervan vrij klein en is de binnenhoek smal van voor naar achter, niet naar boven uitstekend en niet duidelijk van de kop gescheiden. Wel bevindt zich een kleine inkeping op de binnenrand van de binnenhoek. De binnenhoek is in binnenaanzicht toegeknepen en heeft een langwerpige bult aan de achterzijde, De deltopectorale kam is wat naar buiten gericht. Direct eronder loopt een ondiepe groeve naar beneden. De schacht heeft een driehoekige doorsnede. De botwand is maar anderhalve millimeter dik bij een diameter van één centimeter.
Ook de ellepijp heeft een basale vorm waarbij de processus olecrani in het verlengde ligt van het coronoïde in plaats van naar binnen gedraaid te zijn en een driehoekige doorsnede heeft in plaats van van voor naar achter afgeplat. Het voorste coronoïde uitsteeksel en het uitsteeksel naar bezijden zijn tamelijk kort. Het spaakbeen is veel dunner dan de ellepijp en heeft een ovaal bovenvlak.
De hand is niet extreem gespecialiseerd. De eerste vinger is robuust en de tweede is veel langer en slanker. Het eerste middenhandsbeen is weliswaar robuust maar veel minder dan zelfs dat van Haplocheirus. Het heeft echter wel de typisch alvarezsaurische L-vorm van het bovenvlak, veroorzaakt door het wegvallen van de buitenhoek zodat het vlak niet driestralig is, waarbij de rand naar onderen afgeschuind is. De binnenhoek is relatief klein. Het uiteinde naar de vinger toe heeft een basale vorm met een asymmetrisch scharniergewricht. Het veel dunnere tweede middenhandsbeen is basaal recht in plaats van naar buiten gebogen maar wel wat afgeplat. Er is geen richel langs de binnenrand maar wel een overhangende verdikking langs het bovenste kwart van de buitenrand. Het onderste uiteinde is een asymmetrisch scharniergewricht voorzien van kapselputjes aan de bovenzijde. Het eerste kootje van de eerste vinger is langer dan het tweede middenhandsbeen of het tweede kootje van de tweede vinger. Het is ook basaal recht in plaats van naar beneden gebogen. De palmzijde ervan is hol maar vormt heen echte lengtegroeve zoals bij afgeleide soorten. De bovenzijde is bol breed zodat de driehoekige doorsnede als bij afgeleide soorten ontbreekt. Het uiteinde heeft een scharniergewricht met lang uitstekende schijfvormige gewrichtsknobbels. De duimklauw is relatief kort, korter dan het eerste kootje en matig gekromd. Bij de tweede vinger is het eerste kootje afgeplat. Het tweede kootje is even lang als het tweede middenhandsbeen, in plaats van verkort. Het bovenste deel van de schacht is overdwars afgeplat. Het onderste uiteinde heeft nog een volledig functioneel scharniergewricht. De tweede handklauw is groot, groter dan bij enig andere bekende alvarezsauriër, en sterk gekromd met een vlakke onderkant. Het eerst een tweede kootje van de derde vinger zijn even lang. Het eerste kootje is slank en heeft een functioneel scharniergewricht met kapselputjes die er ook bij het tweede kootje zijn. De derde klauw is klein maar robuust met een sterke kromming.
Het darmbeen heeft een vooraan sterk overkappende antitrochanter. Het aanhangsel voor het zitbeen heeft een sterk overdwars verbreed facet. Het heupgewricht is driehoekig in binnenaanzicht. De binnenzijde heeft een inspringing, een vlak achterste gedeelte ten opzichte van de bolle binnenwand ter hoogte van het aanhangsel voor het schaambeen; de overgang vormt een diepe trog aan de voorste bovenzijde van het aanhangsel voor het zitbeen. De beschrijvers geven echter toe dat dit ook toevallige vervormingen van het fossiel kan betreffen. Het zitbeen heeft een ovale doorsnede en een lengtegroeve aan de achterzijde.

## Fylogenie
Shishugounykus werd in de Alvarezsauria geplaatst, in een zeer basale positie onder Haplocheirus en in een polytomie met Aorun.
Een dergelijke positie zou betekenen dat basale Alvarezsauria een aanzienlijke variatie in lichaamsomvang vertoonden aangezien Shishugounykus zo klein is. Daarbij is Shishugounykus al de derde alvarezsauriër uit de formatie. Als het inderdaad insecteneters zijn zoals wel vermoed wordt, stond die levensstijl kennelijk een opmerkelijke nicheverdeling toe. De beschrijvers maakten dat echter plausibel door te verwijzen naar grootteverschillen bij moderne miereneters. Ook zou de afplatting van de hand een van de oudste typisch alvarezsaurische aanpassingen zijn.